# مطلوبات
المطلوبات أو الالتزامات 
 هي التزامات أو تعهدات على المنشأة تجاه الغير مقابل حصولها منهم على سلع أو خدمات أو قروض . وهي جزء من الموازنة أو الميزانية لشركة، وترص المطلوبات على اليسار في الموازنة وترصد الأصول إلى اليمين . وهي تبين مصادر تمويل الشركة، وتبين تمويل ونسبة رأس المال إلى رأس المال المقترض، كما أنها تشمل المدخرات والالتزامات وأمثالها .
تقيد المطلوبات active في ميزانية شركة أو مؤسسة على يسار الميزانية، وتقيد نظيرتها الأصول على اليمين . فيبين الخصم مصادر تمويل الشركة، بينما تبين الأصول طرق استخدام تلك التمويلات . في نهاية هذين الحسابين لا بد وأن تظهر الأصول والمطلوبات متساويتان .

## أمثلة على المطلوبات
- رأس المال الذاتي
- رأس المال المقترض
- احتياطي المكسب
- احتياطي قانوني
- احتياطات أخرى
- مكسب الموازنة
- مدخرات
- مدخرات معاشات
- مدخرات ضرائب
- التزامات
- التزامات عن واردات
- التزامات عن خدمات
- التزامات لشركاء
- ضرائب

## مطلوبات قصيرة الاجل
المطلوبات قصيرة الاجل (بالإنجليزية: current liabilities)،هي الالتزامات التي يجب سدادها خلال سنة أو دورة تشغيل أيهما أطول، وتشمل الدائنين، أوراق الدفع، المصروفات المستحقة، الايرادات المقدمة والاقساط المستحقة من الديون طويلة الأجل.

## مطلوبات طويلة الاجل
المطلوبات طويلة الاجل (بالإنجليزية: long-term liabilities)، هي الالتزامات التي يستحق سدادها خلال فترة زمنية تزيد عن عام واحد أو 
دورة تشغيل أيهما أطول مثل السندات واوراق الدفع طويلة الاجل والقروض العقارية مع الاخذ في الاعتبار أنه يجب استبعاد قيمة الاقساط المستحقة سنويا لسداد هذه الديون من عناصر المطلوبات طويلة الاجل وإدراجها ضمن المطلوبات قصيرة الاجل.